# 陳時熙
陳時熙（1499年—1558年），字舜民，號平崖，河南汝寧府上蔡縣軍籍開封府陳留縣人。

## 生平
三月初七日生，行九，治《詩經》，由國子生中式河南鄉試第三十八名舉人，年三十四歲中式嘉靖十一年壬辰科會試第二百十名，第三甲第一百八十一名進士。觀戶部政，授廣德知州。嘉靖二十二年任開州知州。

## 家族
曾祖陳肅；祖陳安；父陳志文，府同知累進階中議大夫賛治尹；前母楊氏；李氏。慈侍下，妻鄭氏，繼妻李氏；兄頎頊；顒頌；顯預；時雍，弟時皥，子紹芳；承芳。